# Ingrid Lomfors

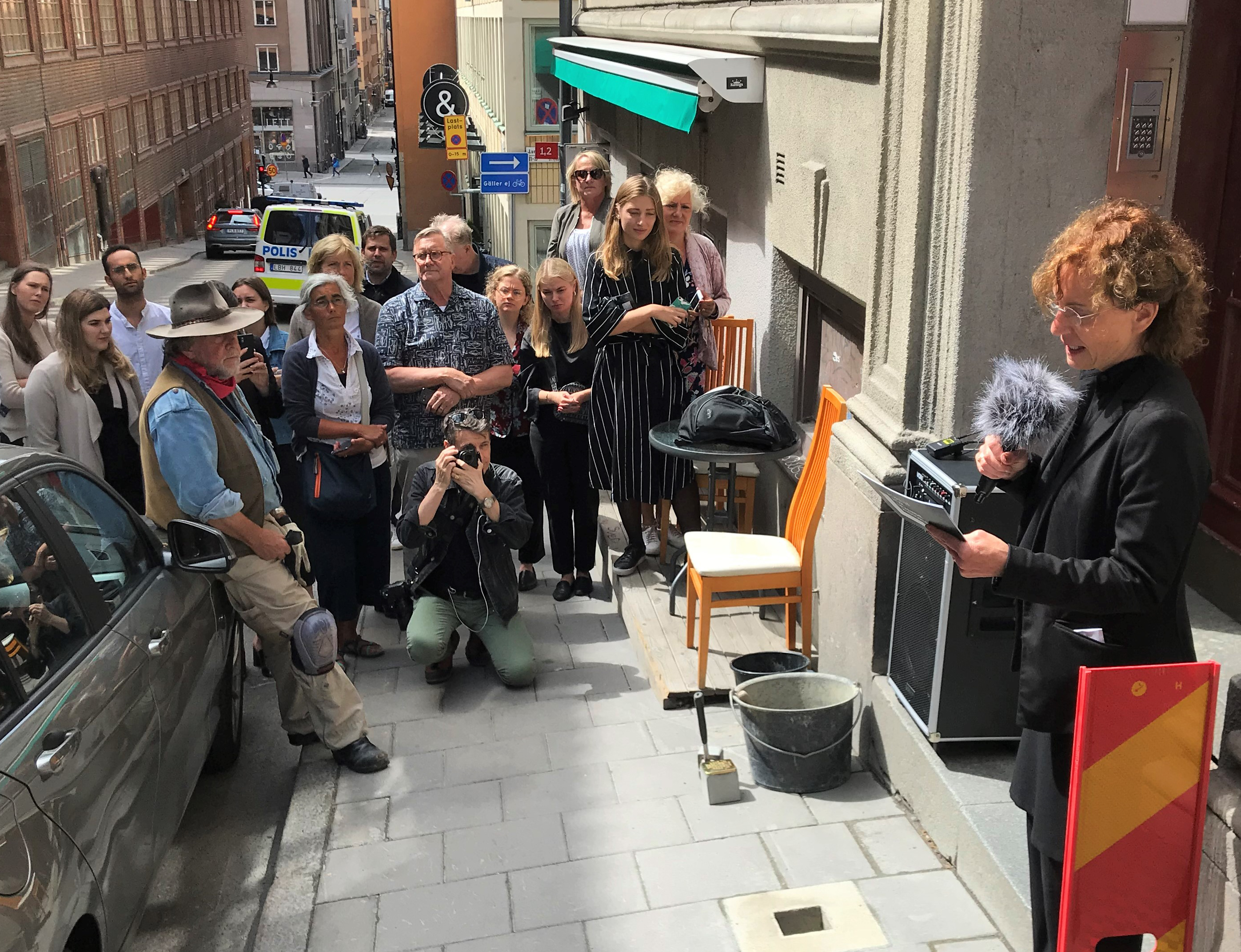
Ingrid Lomfors talar inför utplacering och invigning av en snubbelsten till minne av Hans Szybilski i Stockholm den 14 juni 2019. Till vänster lutandes mot en bil konstnären Gunter Demnig.

Ingrid Marianne Lomfors, född 20 maj 1957 i Lundby församling i Göteborg, är en svensk historiker som främst forskat om judisk historia, svensk flyktingpolitik och om Förintelsen.

## Utbildning
Ingrid Lomfors är utbildad vid Hebreiska universitetet i Jerusalem, Hebrew College i Boston och vid Göteborgs universitet. Hon disputerade 1996 med avhandlingen Förlorad barndom – återvunnet liv: De judiska flyktingbarnen från Nazityskland, som handlar om de judiska barn som kom till Sverige med en så kallad Kindertransport strax före andra världskrigets utbrott. År 2006 blev Lomfors docent i historia vid Göteborgs universitet.

## Arbetsliv
Ingrid Lomfors var mellan 2000 och 2005 föreståndare för Grundtvig-institutet vid Göteborgs universitet. År 2005 utsågs hon till chef för Göteborgs stadsmuseum, en tjänst som hon tvingades lämna 2009. Hon blev 2011 kanslichef för den nyinrättade statliga institutionen Kulturbryggan. Under 2013 lämnade Lomfors Kulturbryggan för en ny tjänst som generalsekreterare vid Judiska församlingen i Stockholm. Hon har även varit skribent för bland andra Göteborgs-Posten.
Regeringen utsåg henne den 18 december 2014 till chef för Forum för levande historia. Hon lämnade tjänsten 2021.
Under ett seminarium på konferensen Sverige tillsammans 2015 hade Lomfors i sitt bildspel en mening "Det finns ingen inhemsk svensk kultur" som väckte uppmärksamhet. I samband med presentationen sade hon "Föreställningen om att det skulle finnas en enhetlig inhemsk kultur som går tillbaka till urminnes tider, den bygger inte på fakta. Vi har alltid stått under influenser utifrån." Lomfors förtydligade uttalandet med att i ett inlägg dagen efter skriva "Självklart finns det en svensk kultur. Jag skriver just nu på det språk som är svenska och en del av denna kultur. En kultur som jag värdesätter och uppskattar högt, den är en del av mig och jag av den."

## Böcker
Lomfors har utgivit  boken Blind fläck: minne och glömska kring svenska Röda korsets hjälpinsats i Nazityskland 1945 (2005), som ifrågasatte hjältebilden av Folke Bernadotte och insatsen med de vita bussarna. Boken väckte stor debatt i Norge, Danmark och Sverige.[källa behövs] Den låg till grund för journalisten Christian Catomeris TV-dokumentär De vita bussarnas okända resa. Programmet anmäldes till Granskningsnämnden för bristande opartiskhet och saklighet, men friades.
Lomfors har också publicerat böckerna Breven från Hertha (1987) och När Sverige teg (1991), den senare tillsammans med Ingrid Segerstedt Wiberg.

## Familj
Ingrid Lomfors är sedan 1984 gift med Anders Carlberg (född 1958), tidigare ordförande för Judiska församlingen i Göteborg.